# Pierre Broué
Pierre Broué (Privas, 8 de maio de 1926 – Grenoble, 26 de julho de 2005) foi um historiador trotskysta francês. Seu trabalho cobre vários assuntos, incluindo a história do Partido Bolchevique, a Revolução Espanhola, além da vida e obra de Leon Trotsky. 

## Vida
Na sua juventude, durante a Segunda Guerra Mundial, como jovem membro do Partido Comunista Francês, Broué lutou na Resistência Francesa contra os invasores nazistas. Quando Stálin dissolveu a Comintern em 1943, Broué tornou-se um forte crítico do stalinismo e  deixou o PCF. Juntou-se à Quarta Internacional e permaneceu trotskysta pelo resto de sua vida, militando ativamente no Partido Comunista Internacionalista e na Organização Comunista Internacionalista, que deixou em  1989.
Broué faleceu  aos 79 anos, em consequência de um câncer de próstata.

## Obras
- La Révolution et la guerre d'Espagne (com Émile Temime), Les Éditions de Minuit, 1961, reed. 1996 (traduizido em 10 línguas).
- Le Parti bolchévique - histoire du PC de l'URSS, Les Éditions de Minuit, 1963.
- Révolution en Allemagne, 1917 -1923, Les Éditions de Minuit, 1971
- La question chinoise dans l'Internationale communiste (1926-1927), EDI, 1965 réédition 1990
- L'assassinat de Trotsky, Bruxelles : Éditions Complexe, 1980
- Histoire du  XXe siècle , 2 volumes, Université des sciences sociales de Grenoble, Institut d’Études politiques, 1985.
- Trotsky, Fayard, 1988.
- Trotsky  (com Alain Dugrand), Payot, 1988.
- Leon Sedov, fils de Trotsky victime de Staline, Éditions de l'Atelier, 1993.
- Staline et révolution  - cas espagnol, Editions Fayard, 1993.
- Quand le peuple révoque le président : le Brésil de l'affaire Collor, L'Harmattan, 1993.
- Rakovsky, Fayard, 1996.
- Histoire de l'Internationale communiste, 1919-1943, Fayard, 1997.
- Prefácio de Les Soviets en Russie - 1905-1921, de Oskar Anweiler, Gallimard, 1997.
- Meurtres au maquis (com Raymond Vacheron), Grasset, 1997.
- Communistes contre Staline - Massacre d'une génération, Fayard, 2003.
- Mémoires politiques, Fayard, outubro de 2005.

### Livros traduzidos em português
- Os Processos de Moscovo. Livraria Morais, 1966
- A Primavera dos povos começa em Praga.  Kairós, 1979
- União Soviética - da revolução ao colapso. Editora da Universidade/UFRGS, 1996
- O Partido Bolchevique - dos primeiros tempos à revolução de 1917.  Pão&Rosas,  2005
- História da  Internacional Comunista, 2v. Sundermann, 2007
- A Revolução Espanhola 1931-1939. Perspectiva, 2015
- Comunistas Contra Stalin. Sundermann, 2021